# Lindsay Lohan
Lindsay Dee Lohan (New York, 2 luglio 1986) è un'attrice, cantante e modella statunitense.
Inizia la carriera già da bambina, all'età di tre anni, come modella e inizia a lavorare come attrice nel 1992; nel 1998, all'età di 12 anni, recita per la prima volta nel film Genitori in trappola. La Lohan guadagna ulteriore fama tra il 2003 e il 2005 con ruoli di primo piano nei film Mean Girls, Herbie - Il super Maggiolino e soprattutto Quel pazzo venerdì con Jamie Lee Curtis.
Nel 2007 è stata sorpresa varie volte a guidare l'automobile in stato di ebbrezza, perdendo così diverse offerte di lavoro come attrice. In seguito, riprendendo le sue attività professionali, partecipa come ospite ad alcuni episodi della serie televisiva Ugly Betty nel 2008 ed è protagonista della commedia per la televisione Incinta o... quasi nel 2009. Ritorna sul grande schermo nel 2010 con Machete. Dopo aver firmato un contratto con Netflix, la Lohan ha recitato come protagonista nel film natalizio del 2022 Falling for Christmas.
A partire dal 2004 intraprende anche una carriera parallela come cantante pop, esordendo con l'album discografico Speak che verrà seguito dall'album A Little More Personal (Raw). Nel 2011 la Lohan avrebbe dovuto pubblicare un altro album, intitolato provvisoriamente Spirit in the Dark, che però non è mai stato pubblicato.

## Biografia
Nata nel 1986 come primogenita di quattro figli (Michael Jr., Aliana e Dakota). Lohan cresce a Merrick, Long Island. I suoi genitori Dina Sullivan e Michael Lohan, entrambi di origine irlandese, si sono sposati nel 1985 e separati quando lei aveva tre anni, e poi riuniti, si separano nuovamente nel 2005 e divorziano ufficialmente nel 2007. Lindsay ha anche una sorella ed un fratello dal lato paterno: Ashley Horn (nata nel 1995 da una relazione extra-coniugale) e Landon Lohan (nato il 30 gennaio 2013).
Lohan ha frequentato la Cold Spring Harbor High School, dove si è distinta nelle materie scientifiche, fino all'età di 16-17 anni, quando inizia a studiare con lezioni private a casa. Anche suo fratello, Michael, ha partecipato a Genitori in trappola, ma in un ruolo decisamente minore.

### Carriera di fotomodella
Ha iniziato la sua carriera come modella per la linea infantile di Calvin Klein quando aveva appena tre anni. Negli anni è stata anche su diverse copertine di riviste come Vogue, Elle, Playboy, Bliss, High Club e Blenda. Nel febbraio 2008 ha posato per Bert Stern, per rievocare il celebre servizio fotografico di Marilyn Monroe, The Last Sitting. Nel 2009 è la testimonial ufficiale della linea di abbigliamento Fornarina, per la quale ha girato alcuni spot pubblicitari nel marzo 2009. Nel 2011 è stata scelta come testimonial della campagna pubblicitaria Primavera/Estate 2011 del brand Philipp Plein.

### Carriera di attrice
All'età di 10 anni incominciò la sua carriera di attrice grazie alla soap opera Destini. Dopo aver abbandonato la soap opera, ha debuttato al cinema in un doppio ruolo nel film di Nancy Meyers recitando la parte di due gemelle che si incontravano dopo parecchi anni e cercavano di far rincontrare i loro genitori (Dennis Quaid e Natasha Richardson) in Genitori in trappola (1998). Il 31 luglio 1998 il film entrò alla posizione numero 2 della classifica dei film più visti dell'anno, incassando oltre 66 milioni di dollari solo negli Stati Uniti.
Subito dopo firmò un contratto con la Disney per tre film, le fu offerto il ruolo di Penny in L'Ispettore Gadget, ma dopo sette mesi di lavoro su Genitori in trappola rifiutò la proposta. In questo periodo recitò, da protagonista, in due film tv: La mia amica speciale (con Tyra Banks) e Lexi e il professore scomparso. Ne seguì un periodo di pausa, dopo il quale si presentò e vinse le audizioni per la parte da protagonista in un altro rifacimento Disney, ovvero Quel pazzo venerdì, in cui Jamie Lee Curtis e la Lohan nei panni di madre e figlia, le quali si trovano ciascuna nel corpo dell'altra; uno dei film dal maggior incasso dell'anno, superando i 110 milioni di dollari nei soli Stati Uniti.
Nel 2004 è protagonista di due pellicole: Quanto è difficile essere teenager! e il film della Paramount Mean Girls. Il primo film fu un moderato successo di incassi, ma non particolarmente apprezzato dalla critica, mentre la sua performance fu promossa dalla stessa, così come era già successo per i suoi film precedenti.
Il suo impegno venne dimostrato con Mean Girls, il suo primo film vietato ai minori di 13 anni e non Disney. Questo successo da parte della critica e commerciale (incassò più di 86 milioni di dollari negli Stati Uniti e 129 milioni in tutto il mondo), consolidò il suo successo "cementando il suo stato di nuova regina dei film per ragazzi" (scrisse Brandon Gray). I critici in ogni caso furono colpiti dalla bravura dell'attrice ma non dalla bellezza di questa pungente e intelligente commedia "spudoratamente perfida".

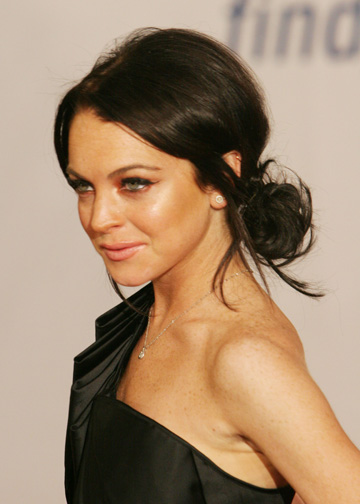
Lindsay Lohan al Motors Annual ten Celebrity Fashion Show nel 2006

La Lohan tornò alla Disney per Herbie - Il super Maggiolino (2005), il quinto della famosissima serie. Herbie: Fully Loaded fu un buon successo commerciale incassando circa 150 milioni di dollari nel mondo e nel 2006 interpreta Ashley nel film Baciati dalla sfortuna al fianco di un Chris Pine ancora agli esordi.
Prende quindi parte a progetti indipendenti, tra cui l'ultimo film di Robert Altman Radio America, recitando con Meryl Streep e presentato al Festival di Berlino. Partecipa poi a pellicole d'autore come Bobby e Donne, regole... e tanti guai!, con Jane Fonda, e nello stesso anno ottiene il ruolo da protagonista nel suo primo film thriller, Il nome del mio assassino. Per quest'ultima pellicola, nel 2007 la Lohan ricevette un Razzie Award in quanto valutata peggior attrice protagonista.
In seguito a diversi problemi avuti con la legge e varie controversie personali, Lindsay comincia a perdere di credibilità professionale e i suoi ruoli perdono sempre più di rilievo e d'importanza. Per esempio, nel 2008 la Lohan riesce a trovare lavoro solo per quattro episodi nella serie televisiva della ABC Ugly Betty, dove interpreta Kimmie Keegan, una vecchia compagna di scuola della protagonista Betty Suarez. Uno slancio verso un ruolo di più rilievo come protagonista è avvenuto nel 2009 col film Incinta o... quasi, dove interpreta una giovane donna che finge di essere incinta per evitare il licenziamento. In origine la produzione doveva essere distribuita nelle sale cinematografiche, ma in seguito si è deciso di trasmettere la pellicola direttamente sulla TV via cavo, per poi pubblicare il film in DVD un mese più tardi. Nel dicembre dello stesso anno ha trascorso una settimana in India, lavorando con la BBC ad un documentario sulla tratta di esseri umani.
Nel 2010 partecipa al film Machete, le cui riprese hanno avuto inizio nell'estate 2009. Per la Lohan saranno i primi ruoli in 3 anni di assenza dallo schermo cinematografico, causata dal carattere turbolento dell'attrice. Nel 2013 entra nel cast di Scary Movie V in un cameo e recita anche nel controverso film The Canyons, diretto da Paul Schrader, che nonostante particolarmente chiacchierato per via delle tematiche affrontate, caratterizzando un ulteriore "scandalo" della Lohan per i media, non ottiene molto successo.
Ad agosto 2013 inizia a registrare con Oprah Winfrey un documentario sulla sua vita, Lindsay. Diviso in otto episodi, andrà in onda per la prima volta a partire dal 9 marzo 2014 sul canale televisivo della Winfrey, OWN. Sempre nel 2014 si trasferisce temporaneamente a Londra per motivi di lavoro e a settembre debutta a teatro con lo spettacolo Speed-the-Plow, originariamente interpretato dalla cantante ed attrice Madonna negli anni ottanta.
Nel 2019, Lindsay Lohan recita come protagonista nel film horror Among The Shadows - Tra Le Ombre.
Nel maggio 2021, Netflix ha annunciato che Lohan è stata scritturata per recitare in una commedia romantica natalizia, Falling for Christmas, su una donna che soffre di amnesia. Le riprese del film sono iniziate nel novembre 2021 ed è diretto e co-scritto da Janeen Damian, uscito poi nel novembre 2022. Nel 2024 recita nei film Irish Wish - Solo un desiderio e Our Little Secret, pubblicati nuovamente sulla piattaforma Netflix, in cui ha il ruolo da protagonista. 

### Carriera musicale
Mentre girava il fortunato Herbie - Il super Maggiolino, Lindsay ha registrato un album intitolato Speak, che ha ottenuto un buon successo negli Stati Uniti, raggiungendo la quarta posizione nella classifica degli album più venduti. Trainato dal singolo apripista Rumors e dai successivi Over e First (di cui l'ultimo citato colonna sonora cantata dalla stessa Lohan tratta dal film Herbie - Il super maggiolino), l'album diventa rapidamente disco di platino e supera il milione di copie vendute. 

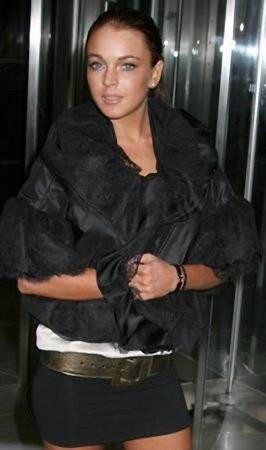
Lindsay Lohan at Calvin Klein Spring 2007 Fashion Show Afterparty

Dopo Speak Lindsay si è creata anche una carriera parallela da cantante, per la quale nel dicembre 2005 ha realizzato un secondo album dal titolo A Little More Personal (Raw). Nel primo singolo Confessions of a Broken Heart, la Lohan canta la rabbia per il padre assente durante la sua infanzia. Lindsay dirige inoltre il videoclip del pezzo, nel quale recita anche la sorella al tempo quattordicenne Aliana. L'album si rivela meno lucrativo del suo predecessore, ma ottiene in ogni caso buone recensioni dalla critica.
Nel 2008 Lindsay dichiara in diverse interviste di voler realizzare un terzo album dalle sonorità più dance. Il 29 maggio dello stesso anno viene pubblicata negli stores digitali la canzone Bossy, primo singolo dell'album che avrebbe dovuto intitolarsi Spirit In The Dark. A seguito dell'interruzione della carriera dell'attrice a causa dei suoi problemi personali e con la giustizia, anche questo progetto viene accantonato definitivamente.
All'inizio di aprile 2008 ha partecipato in un cameo nel videoclip del singolo Everyone Nose (All the Girls Standing in the Line for the Bathroom) dei N.E.R.D. Nel video appaiono anche Kanye West, Cory Kennedy e Samantha Ronson. Inoltre, la Lohan è apparsa nel video musicale City Of Angels dei Thirty Seconds to Mars, girato nel 2013 insieme a diverse altre celebrità.
La Lohan ha avuto un ritorno alla sua carriera di cantante quando nel 2015 partecipa vocalmente all'incisione del brano Danceophobia dei Duran Duran, parte dell'album Paper Gods uscito nel settembre dello stesso anno. Per un vero e proprio ritorno musicale bisogna tuttavia attendere il 2020, anno in cui Lindsay Lohan ha pubblicato il suo primo singolo in moltissimi anni: Back To Me.

## Altre iniziative

### Carriera di stilista
Lindsay ha disegnato una linea di gambaletti chiamata 6126, titolo ispirato dalla data di nascita di Marilyn Monroe (6/1/26, 1º giugno 1926, secondo la convenzione statunitense, per la quale il mese precede il giorno nelle date). All'inizio del 2010 Lindsay si è cimentata nel creare una sua linea di moda per H&M, mentre nel marzo del 2010 Lindsay progetta una serie di borse per Ed Hardy.

## Vita privata

### Rapporti con la famiglia di origine
La vita personale di Lohan ha ricevuto molta attenzione dai media fin dalla sua adolescenza, in particolare dopo una serie di problemi legali e arresti, che sono continuati fino al 2013. L'anno 2015 ha segnato la prima volta che è stata libera dalla libertà vigilata in oltre otto anni. Ha avuto un'infanzia turbolenta di cui ha parlato nel 2007, l'anno in cui i suoi genitori hanno finalizzato il loro divorzio: "Mi sento come un secondo genitore nel senso che ho aiutato a crescere la mia famiglia... Sono stata messa tra mia madre e mio padre" nonostante i conflitti, Lohan ha parlato molto affettuosamente della sua famiglia, ma alla fine degli anni 2000, ha detto di aver interrotto i contatti con suo padre, definendo il suo comportamento imprevedibile e difficile da gestire.

### Relazioni
Lohan ha avuto molte relazioni di alto profilo, in particolare con l'attore Wilmer Valderrama nel 2004, l'erede dell'Hard Rock Cafe Harry Morton nel 2006, la DJ Samantha Ronson nel 2008, e l'erede d'affari russo Egor Tarabasov nel 2016. Nel 2021, Lohan ha annunciato il suo fidanzamento con il finanziere Bader Shammas dopo tre anni di frequentazione: è un cittadino kuwaitiano e un membro della famiglia Shammas, una delle dodici famiglie cristiane kuwaitiane.

### Procedimenti giudiziari
- Il 26 maggio 2007 ha avuto un incidente con l'auto della quale era alla guida, andando a finire contro un albero in Sunset Boulevard, a Los Angeles, senza danni fisici gravi per sé e per i due passeggeri in auto con lei. Pochi giorni dopo l'incidente ha iniziato una cura di 45 giorni in una clinica specializzata in disintossicazione da alcol e droga a Malibù, in California. In occasione dell'incidente la polizia le aveva riscontrato un tasso alcolemico nel sangue superiore a quanto consentito dalla legge californiana (0,8‰) e aveva rilevato tracce di cocaina nell'auto. Per questo motivo, al termine del ricovero in clinica è stata arrestata, ma ha ottenuto subito la libertà su cauzione. Sempre nel 2007 viene di nuovo arrestata a Santa Monica, nel sud della California, per avere guidato in stato di ebbrezza, e le viene rinvenuta della cocaina in tasca; l'attrice ha negato che potesse appartenerle.
- Il 24 agosto 2007, Lohan è stata condannata da un giudice californiano a un giorno di reclusione e a 3 anni di libertà condizionata per possesso di droga e guida in stato di ebbrezza. Ha dovuto, inoltre, partecipare per 18 mesi a un programma di rieducazione contro alcol e droghe poiché era già stata arrestata due volte in passato.[22]
- Il 16 novembre 2007 Lohan viene nuovamente fermata e arrestata dalla polizia questa volta per guida in stato di ebbrezza: è stata portata nel carcere di Los Angeles ma è stata rilasciata 84 minuti dopo. Fu rilasciata dalla prigione perché secondo le indagini la giovane attrice non avrebbe compiuto infrazioni di natura violenta.[23]
- il 15 marzo 2009 viene spiccato un mandato di cattura a suo carico da parte della polizia di Beverly Hills per non aver partecipato con regolarità alle sedute di terapia antialcolismo. Il giorno dopo il mandato verrà revocato per "malinteso", come faranno sapere i legali della Lohan.
- Il 7 luglio 2010 è stata condannata a 90 giorni di reclusione per violazione dei termini della libertà condizionale. Il giudice Marsha Revel ha ribadito che la Lohan non ha partecipato a 9 sedute del programma impostole in seguito alla precedente condanna per guida in stato d'ebbrezza e l'ha condannata a seguire un programma di riabilitazione per dipendenti da alcol e droghe nei tre mesi successivi alla detenzione. La Lohan ha iniziato a scontare la pena detentiva il 20 luglio nel carcere di Los Angeles, nel quale resterà tuttavia per soli 14 giorni.[24][25]
- Il 25 settembre 2010 è stata liberata su cauzione dal carcere di Lynwood, dopo avervi trascorso una quindicina di ore: un giudice di Beverly Hills ne aveva ordinato l'arresto perché l'attrice è risultata positiva al test della droga, condannandola così a 30 giorni di reclusione. Tuttavia verso fine ottobre un giudice ha definitivamente deciso che la Lohan non dovrà trascorrere neanche un giorno in carcere.[26]
- Il 23 aprile 2011 viene condannata da un giudice di Los Angeles a 4 mesi di reclusione e 480 ore di lavoro ai servizi sociali. La condanna è arrivata al termine del processo che la vedeva imputata per il furto, a Los Angeles, di una collana del valore di 2.500 dollari: in quel periodo, la Lohan era in libertà vigilata. In appello tuttavia i 4 mesi di carcere vengono convertiti dalla giudice Stephanie Sautner in 14 giorni di arresti domiciliari.[27]
- Il 2 novembre 2011 la giudice Stephanie Sautner la condanna a 30 giorni di reclusione per non aver adempiuto agli obblighi previsti dalla condanna relativa al furto di una collana, in particolare per aver disertato le ore di lavoro che avrebbe dovuto svolgere in una casa d'accoglienza per donne senzatetto;[28] di quei 30 giorni però ne sconterà solo una minima parte, per la precisione verrà rilasciata dopo 4 ore di detenzione a causa di un non meglio precisato "sovraffollamento delle carceri femminili".[29][30] Questa sarà la quinta volta che alla Lohan vengono concessi significativi sconti sulla pena da espiare in carcere.
- Il 19 settembre 2012 investe un pedone con la sua Porsche Cayenne a Manhattan. Sarà arrestata e poi rilasciata con l'obbligo di comparire in tribunale per aver abbandonato la scena dell'incidente. Fortunatamente il pedone non ha riportato gravi lesioni.
- Il 18 marzo 2013 evita il carcere, patteggiando la pena (dovuta a guida spericolata, false informazioni e resistenza ad un ufficiale di polizia) con 90 giorni in una struttura riabilitativa. Viene inoltre condannata a 180 giorni di reclusione per aver violato la libertà condizionata ottenuta dopo il furto di un gioiello avvenuto nel 2011. Tuttavia secondo il giudice l'attrice eviterà il carcere anche in questo caso se rispetterà i termini dell'accordo che tra le altre cose prevede 18 mesi di psicoterapia e un mese di servizio comunitario.
- Il 28 maggio 2015 un giudice ha posto fine alla libertà condizionata dell'attrice dopo che questa aveva completato i servizi socialmente utili derivanti dalla condanna per guida in stato di ebbrezza del 2012, rendendo la Lohan finalmente libera da problemi giudiziari per la prima volta in quasi 8 anni.[31]

## Filmografia

### Cinema
- Genitori in trappola (The Parent Trap), regia di Nancy Meyers (1998)
- Quel pazzo venerdì (Freaky Friday), regia di Mark Waters (2003)
- Quanto è difficile essere teenager! (Confessions of a Teenage Drama Queen), regia di Sara Sugarman (2004)
- Mean Girls, regia di Mark Waters (2004)
- Herbie - Il super Maggiolino (Herbie: Fully Loaded), regia di Angela Robinson (2005)
- Baciati dalla sfortuna (Just My Luck), regia di Donald Petrie (2006)
- Radio America (A Prairie Home Companion), regia di Robert Altman (2006)
- Bobby, regia di Emilio Estevez (2006)
- L'amore non va in vacanza (The Holiday), regia di Nancy Meyers (2006) – cameo non accreditato
- Friendly Fire, regia di Michael Civetta (2006) – cortometraggio
- Chapter 27 - L'assassinio di John Lennon (Chapter 27), regia di J. P. Schaefer (2007)
- Il nome del mio assassino (I Know Who Killed Me), regia di Chris Sivertson (2007)
- Donne, regole... e tanti guai! (Georgia Rule), regia di Garry Marshall (2007)
- Machete, regia di Robert Rodriguez e Ethan Maniquis (2010)
- Teenage Paparazzo, regia di Adrian Grenier (2010) – documentario
- Love, Marilyn, regia di Liz Garbus - documentario (2012)
- Bling Ring (The Bling Ring), regia di Sofia Coppola (2013) – immagini di reportorio
- Scary Movie V, regia di Malcolm D. Lee (2013)
- InAPPropriate Comedy, regia di Vince Offer (2013)
- The Canyons, regia di Paul Schrader (2013)
- Till Human Voices Wake Us, regia di Indrani Pal-Chaudhuri (2015) – cortometraggio
- Among the Shadows - Tra le ombre (Among the Shadows), regia di Tiago Mesquita (2019)
- Falling for Christmas, regia di Janeen Damian (2022)
- Mean Girls, regia di Arturo Perez Jr e Samantha Jayne (2024) - cameo
- Irish Wish - Solo un desiderio, regia di Janeen Damian (2024)
- Our Little Secret, regia di Stephen Herek (2024)
- Quel pazzo venerdì, sempre più pazzo (Freakier Friday), regia di Nisha Ganatra (2025)

### Televisione
- Destini (Another World) – soap opera, 4 episodi (1996-1997)
- Bette – serie TV, episodio 1x01 (2000)
- La mia amica speciale (Life Size), regia di Mark Rosman (2000) – film TV
- Lexi e il professore scomparso (Get a Clue), regia di Maggie Greenwald (2002) – film TV
- King of the Hill – serie TV, episodio 8x22 (2004) - voce
- That '70s Show – serie TV, episodio 7x07 (2004)
- Ugly Betty – serie TV, 4 episodi (2008)
- Incinta o... quasi (Labor Pains), regia di Lara Shapiro (2009) - film TV
- Glee – serie TV, episodio 3x21 (2012)
- Liz & Dick, regia di Lloyd Kramer (2012) – film TV
- Anger Management – serie TV, episodio 2x12 (2013)
- Eastbound & Down – serie TV, episodio 4x08 (2013)
- 2 Broke Girls – serie TV, episodio 3x21 (2014)
- Sick Note - serie TV, 8 episodi (2018)

### Teatro
- Speed-The-Plow, regia di Lindsay Posner (2014)

## Discografia

### Album in studio
- 2004 – Speak
- 2005 – A Little More Personal (Raw)

### Singoli
- 2004 – Rumors
- 2004 – Over
- 2005 – First
- 2005 – Confessions of a Broken Heart
- 2008 – Bossy
- 2020 – Back to Me
- 2025 – Baby

### Altri brani
- 2003 – Ultimate (singolo promozionale dalla conolla sonora di Quel pazzo venerdì)
- 2004 – Drama Queen (That Girl) (singolo promozionale dalla colonna sonora di Quanto è difficile essere teenager!)
- 2004 – I Decide (dalla colonna sonora di Principe azzurro cercasi)
- 2005 – Skits (con Olivia, DJ Whoo Kid e Tony Yayo dall'album So Seductive (G-Unit Radio Part 2))
- 2006 – Red River Valley (dalla colonna sonora di Radio America)
- 2006 – Lohan Holiday (con Ali Lohan)
- 2007 – A Beautiful Life
- 2015 – Danceophobia (con i Duran Duran dall'album Paper Gods)
- 2022 – Jingle Bell Rock (singolo promozionale dalla colonna sonora di Falling for Christmas)

## Premi e riconoscimenti
- MTV Movie Awards
  - 2004 – Migliore rivelazione femminile per Quel pazzo venerdì
  - 2005 – Miglior performance femminile per Mean Girls
  - 2005 – Best On-Screen Team per Mean Girls
- Razzie Awards
  - 2009 - Nomination Peggior attrice del decennio per Herbie - Il super Maggiolino
- Nickelodeon Kids' Choice Awards
  - 2006 – Miglior attrice per Herbie - Il super Maggiolino
- Teen Choice Awards
  - 2004 – Choice Hissy Fit per Quel pazzo venerdì
  - 2004 – Choice Movie Breakout Star per Quel pazzo venerdì, Mean Girls, Quanto è difficile essere teenager!
  - 2004 – Choice Blush per Mean Girls
  - 2004 – Choice Actress Comedy per Mean Girls
  - 2005 - Nomination Miglior attrice in un film commedia per Herbie - Il super Maggiolino
- Young Artist Award
  - 1999 – Miglior attrice giovane per Genitori in trappola
- Hollywood Film Festival
  - 2006 – Ensemble of the Year per Bobby
  - 2006 – Migliore rivelazione femminile per Bobby
- Melbourne Underground Film Festival
  - 2013 – Miglior attrice per The Canyons
  - 2013 – Best Foreign Film per The Canyons
- Golden Raspberry Awards
  - 2008 – Worst Actress per Il nome del mio assassino
  - 2008 – Worst Screen Couple per Il nome del mio assassino
- Young Hollywood Awards
  - 2005 – Superstar of Tomorrow
- PRISM Awards
  - 2008 – Best Feature Film per Donne, regole... e tanti guai!
- VH1 Big In Awards
  - 2005 – Big It Girl
- Diversity Awards
  - 2005 – Girl 'Nova'
- TRL Awards
  - 2004 – Best Host
  - 2005 – First Lady
- Capri Awards
  - 2007 – Film Achievement Award
- Premiere Magazine's 12th Annual Premiere Women Awards
  - 2005 – Chanel Spotlight for Emerging Talent
- Radio Disney Music Awards
  - 2004 – Best Song to Watch Your Dad Sing per Drama Queen (That Girl)
- Sohu Fashion Achievement Awards
  - 2014 – Fashion Idol Of The Year
- 1999 - Blockbuster Entertainment Awards
  - 1999 - Nomination Miglior attrice esordiente per Genitori in trappola
- Online Film & Television Association
  - 1999 - Miglior performance rivelazione femminile per Genitori in trappola
  - 1999 - Nomination Miglior performance giovane e Miglior attrice per la famiglia per Genitori in trappola
- YoungStar Awards
  - 1998 - Nomination Miglior attrice esordiente in un film commedia per Genitori in trappola
- Kids' Choice Awards Australia
  - 2006 - Nomination Miglior attrice per Herbie - Il super Maggiolino

## Doppiatrici italiane
Nelle versioni in italiano delle opere in cui ha recitato, Lindsay Lohan è stata doppiata da:
- Alessia Amendola in La mia amica speciale, Quel pazzo venerdì, Quanto è difficile essere teenager!, Herbie - Il super maggiolino, Baciati dalla sfortuna, Bobby, Donne, regole... e tanti guai!, Machete, Scary Movie V, The Canyons, Sick Note, Irish Wish - Solo un desiderio, Our Little Secret, Quel pazzo venerdì, sempre più pazzo
- Perla Liberatori in Genitori in trappola, Radio America, Incinta o... quasi, Liz & Dick, 2 Broke Girls, Donne, regole... e tanti guai! (ridoppiaggio)
- Myriam Catania in Mean Girls (2004), Ugly Betty, L'amore non va in vacanza, Falling for Christmas
- Patrizia Mottola in Lexi e il professore scomparso, Il nome del mio assassino
- Melissa Maccari in Chapter 27 - L'assassinio di John Lennon
- Eleonora Reti in My Scene Stelle Di Hollywood (Lindsay Lohan/sè stessa - voce)
- Alessandra Korompay in Mean Girls (2024)
- Emanuela D'Amico in Glee
- Martina Felli in Anger Management